# Bagemühl
Bagemühl ist ein Ortsteil der Stadt Brüssow des Amtes Brüssow (Uckermark) im Landkreis Uckermark in Brandenburg.

## Geographie
Der Ort liegt sieben Kilometer südöstlich von Brüssow. Den südöstlichen Rand der Gemarkung von Bagemühl bildet die dort fließende Randow und sie ist hier zugleich die Landesgrenze zu Mecklenburg-Vorpommern. Die Nachbarorte sind Wollschow im Norden, Glasow und Streithof im Nordosten, Krackow, Battinsthal und Wollin im Südosten, Friedefeld im Süden, Battin im Südwesten, Battin-Ausbau im Westen sowie Woddow im Nordwesten.

## Geschichte
Die erste schriftliche Erwähnung des Ortes stammt aus dem Jahr 1260. Darin wird er unter der Bezeichnung „Henricus de Bagemile“ genannt.